# Rolf Müller (Bobfahrer)
Rolf Müller (* 4. August 1961 in Weidenau (Siegen), Nordrhein-Westfalen) ist ein ehemaliger deutscher Bobsportler.
Müller war anfänglich als Zehnkämpfer aktiv und nahm als solcher von 1985 bis 1987 an den deutschen Leichtathletik-Meisterschaften teil. Er beendete die Wettkämpfe auf den Plätzen sieben, vier und fünf. Nachdem er zum Bobsport gewechselt war, nahm Müller 1988 an den Olympischen Winterspielen in Calgary teil. Mit dem Piloten Michael Sperr belegte er im Zweierbob den elften Rang. Im Viererbob erreichten Müller, Sperr, Olaf Hampel und Florian Cruciger den 14. Platz. Bereits 1986 trat Müller bei der Bob-Weltmeisterschaft an und platzierte sich dort im Viererbob als fünfter. Außerdem gewann er ebenfalls 1986 den nationalen Meistertitel im Vierer.